# Ceratizit Challenge by La Vuelta de 2021
A 7.ª edição da Ceratizit Challenge by La Vuelta, foi uma corrida de ciclismo feminino por etapas que se celebrou entre 2 e 5 de setembro de 2021, com início na Cabeza de Manzaneda na província de Orense e final em Santiago de Compostela na Espanha sobre uma distância total de 341,3 km, coincidindo em data com as últimas 4 etapas da Volta a Espanha de 2021.
A corrida fez parte do UCI WorldTour Feminino de 2021 como concorrência de categoria 2.wwT do calendário ciclístico de máximo nível mundial e foi vencida pela ciclista neerlandesa Annemiek van Vleuten da equipa Movistar. O pódio completaram-no as ciclistas suíças Marlen Reusser da equipa Alé BTC Ljubljana e Elise Chabbey da equipa Canyon SRAM Racing.

## Equipas
Tomaram a saída um total de 24 equipas, dos quais participarão os 9 equipas de categoria UCI WorldTeam Feminino habilitados, 14 equipas de categoria UCI Continental Team Feminino convidados pela organização da corrida e uma equipa do Centro Mundial de Ciclismo da UCI, quem conformaram um pelotão de 137 ciclistas das quais terminaram 111. As equipas participantes foram:
| translation for headoftableIII_translate index 58 not found (9)- SD Worx - Movistar Team - Trek-Segafredo - FDJ-Nouvelle Aquitaine-Futuroscope - Liv Racing - Alé BTC Ljubljana - Canyon-SRAM Racing - Team BikeExchange - Team DSM UCI Women's continental teams (14)- Jumbo-Visma - Ceratizit-WNT Pro Cycling - Valcar-Travel & Service - Team Tibco-Silicon Valley Bank - Massi Tactic - Eneicat-RBH Global-Martin Villa - BePink - Instafund Racing - Hitec Products - Bizkaia-Durango - Farto-BTC - Sopela - Río Miera-Cantabria Deporte - Laboral Kutxa-Fundacion Euskadi Equipe regional e clube- World Cycling Centre |
| |

## Percorrido
| Etapa | Data   | Percurso                                               | type            | Distância (km) | Vencedor             | Líder geral          |
| ----- | ------ | ------------------------------------------------------ | --------------- | -------------- | -------------------- | -------------------- |
| 1     | 2 set. | Manzaneda ski resort – Manzaneda ski resort            | etapa escarpada | 118,7          | Marlen Reusser       | Marlen Reusser       |
| 2     | 3 set. | Manzaneda ski resort – Manzaneda ski resort            | cronoescalada   | 7,3            | Annemiek van Vleuten | Marlen Reusser       |
| 3     | 4 set. | Manzaneda ski resort – Pereiro de Aguiar               | alta montanha   | 107,9          | Annemiek van Vleuten | Annemiek van Vleuten |
| 4     | 5 set. | As Pontes de García Rodríguez – Santiago de Compostela | etapa plana     | 107,4          | Lotte Kopecky        | Annemiek van Vleuten |

## Desenvolvimento da corrida

### 1.ª etapa
| Manzaneda ski resort - Manzaneda ski resort | etapa escarpada | (118,7 km) |

| \| Classificação por etapas \| Classificação por etapas \| Classificação por etapas \| Classificação por etapas \| Classificação por etapas \| \| Ciclista \| Ciclista \| Equipe \| Tempo \| \| \| ------------------------ \| ------------------------ \| ---------------------------------- \| ------------------------ \| ------------------------ \| \| 1. \| Marlen Reusser \| Alé BTC Ljubljana \| 3h07m46s \| \| \| 2. \| Coryn Rivera \| Team DSM \| + 22s \| \| \| 3. \| Elise Chabbey \| Canyon-SRAM Racing \| + 22s \| \| \| 4. \| Pauliena Rooijakkers \| Liv Racing \| + 22s \| \| \| 5. \| Elisa Balsamo \| Valcar-Travel & Service \| + 1m48s \| \| \| 6. \| Anna Henderson \| Jumbo-Visma Women Team \| + 1m48s \| \| \| 7. \| Lotte Kopecky \| Liv Racing \| + 1m48s \| \| \| 8. \| Alison Jackson \| Liv Racing \| + 1m48s \| \| \| 9. \| Marie Le Net \| FDJ-Nouvelle Aquitaine-Futuroscope \| + 1m48s \| \| \| 10. \| Floortje Mackaij \| Team DSM \| + 1m48s \| \| |                      |                                    |          |
| |                      |                                    |          |
| Fonte: ProCyclingStats |                      |                                    |          |
| Classificação por etapas |                      |                                    |          |
| Ciclista | Ciclista             | Equipe                             | Tempo    |
| 1. | Marlen Reusser       | Alé BTC Ljubljana                  | 3h07m46s |
| 2. | Coryn Rivera         | Team DSM                           | + 22s    |
| 3. | Elise Chabbey        | Canyon-SRAM Racing                 | + 22s    |
| 4. | Pauliena Rooijakkers | Liv Racing                         | + 22s    |
| 5. | Elisa Balsamo        | Valcar-Travel & Service            | + 1m48s  |
| 6. | Anna Henderson       | Jumbo-Visma Women Team             | + 1m48s  |
| 7. | Lotte Kopecky        | Liv Racing                         | + 1m48s  |
| 8. | Alison Jackson       | Liv Racing                         | + 1m48s  |
| 9. | Marie Le Net         | FDJ-Nouvelle Aquitaine-Futuroscope | + 1m48s  |
| 10. | Floortje Mackaij     | Team DSM                           | + 1m48s  |

| \| Classificação geral \| Classificação geral \| Classificação geral \| Classificação geral \| Classificação geral \| \| Ciclista \| Ciclista \| Equipe \| Tempo \| \| \| ------------------- \| -------------------- \| ---------------------------------- \| ------------------- \| ------------------- \| \| 1. \| Marlen Reusser \| Alé BTC Ljubljana \| 3h07m36s \| \| \| 2. \| Coryn Rivera \| Team DSM \| + 26s \| \| \| 3. \| Elise Chabbey \| Canyon-SRAM Racing \| + 28s \| \| \| 4. \| Pauliena Rooijakkers \| Liv Racing \| + 32s \| \| \| 5. \| Elisa Balsamo \| Valcar-Travel & Service \| + 1m58s \| \| \| 6. \| Anna Henderson \| Jumbo-Visma Women Team \| + 1m58s \| \| \| 7. \| Lotte Kopecky \| Liv Racing \| + 1m58s \| \| \| 8. \| Alison Jackson \| Liv Racing \| + 1m58s \| \| \| 9. \| Marie Le Net \| FDJ-Nouvelle Aquitaine-Futuroscope \| + 1m58s \| \| \| 10. \| Floortje Mackaij \| Team DSM \| + 1m58s \| \| |                      |                                    |          |
| |                      |                                    |          |
| Fonte: ProCyclingStats |                      |                                    |          |
| Classificação geral |                      |                                    |          |
| Ciclista | Ciclista             | Equipe                             | Tempo    |
| 1. | Marlen Reusser       | Alé BTC Ljubljana                  | 3h07m36s |
| 2. | Coryn Rivera         | Team DSM                           | + 26s    |
| 3. | Elise Chabbey        | Canyon-SRAM Racing                 | + 28s    |
| 4. | Pauliena Rooijakkers | Liv Racing                         | + 32s    |
| 5. | Elisa Balsamo        | Valcar-Travel & Service            | + 1m58s  |
| 6. | Anna Henderson       | Jumbo-Visma Women Team             | + 1m58s  |
| 7. | Lotte Kopecky        | Liv Racing                         | + 1m58s  |
| 8. | Alison Jackson       | Liv Racing                         | + 1m58s  |
| 9. | Marie Le Net         | FDJ-Nouvelle Aquitaine-Futuroscope | + 1m58s  |
| 10. | Floortje Mackaij     | Team DSM                           | + 1m58s  |

### 2.ª etapa
| Manzaneda ski resort - Manzaneda ski resort | cronoescalada | (7,3 km) |

| \| Classificação por etapas \| Classificação por etapas \| Classificação por etapas \| Classificação por etapas \| Classificação por etapas \| \| Ciclista \| Ciclista \| Equipe \| Tempo \| \| \| ------------------------ \| ------------------------ \| ---------------------------------- \| ------------------------ \| ------------------------ \| \| 1. \| Annemiek van Vleuten \| Movistar Team \| 19m08s \| \| \| 2. \| Marlen Reusser \| Alé BTC Ljubljana \| + 20s \| \| \| 3. \| Marta Cavalli \| FDJ-Nouvelle Aquitaine-Futuroscope \| + 28s \| \| \| 4. \| Kristen Faulkner \| Tibco-Silicon Valley Bank \| + 48s \| \| \| 5. \| Leah Thomas \| Movistar Team \| + 59s \| \| \| 6. \| Juliette Labous \| Team DSM \| + 1m00s \| \| \| 7. \| Liane Lippert \| Team DSM \| + 1m15s \| \| \| 8. \| Katarzyna Niewiadoma \| Canyon-SRAM Racing \| + 1m20s \| \| \| 9. \| Urška Žigart \| Team BikeExchange \| + 1m23s \| \| \| 10. \| Pauliena Rooijakkers \| Liv Racing \| + 1m24s \| \| |                      |                                    |         |
| |                      |                                    |         |
| Fonte: ProCyclingStats |                      |                                    |         |
| Classificação por etapas |                      |                                    |         |
| Ciclista | Ciclista             | Equipe                             | Tempo   |
| 1. | Annemiek van Vleuten | Movistar Team                      | 19m08s  |
| 2. | Marlen Reusser       | Alé BTC Ljubljana                  | + 20s   |
| 3. | Marta Cavalli        | FDJ-Nouvelle Aquitaine-Futuroscope | + 28s   |
| 4. | Kristen Faulkner     | Tibco-Silicon Valley Bank          | + 48s   |
| 5. | Leah Thomas          | Movistar Team                      | + 59s   |
| 6. | Juliette Labous      | Team DSM                           | + 1m00s |
| 7. | Liane Lippert        | Team DSM                           | + 1m15s |
| 8. | Katarzyna Niewiadoma | Canyon-SRAM Racing                 | + 1m20s |
| 9. | Urška Žigart         | Team BikeExchange                  | + 1m23s |
| 10. | Pauliena Rooijakkers | Liv Racing                         | + 1m24s |

| \| Classificação geral \| Classificação geral \| Classificação geral \| Classificação geral \| Classificação geral \| \| Ciclista \| Ciclista \| Equipe \| Tempo \| \| \| ------------------- \| -------------------- \| ---------------------------------- \| ------------------- \| ------------------- \| \| 1. \| Marlen Reusser \| Alé BTC Ljubljana \| 3h27m03s \| \| \| 2. \| Pauliena Rooijakkers \| Liv Racing \| + 1m36s \| \| \| 3. \| Annemiek van Vleuten \| Movistar Team \| + 1m39s \| \| \| 4. \| Coryn Rivera \| Team DSM \| + 1m45s \| \| \| 5. \| Elise Chabbey \| Canyon-SRAM Racing \| + 1m48s \| \| \| 6. \| Marta Cavalli \| FDJ-Nouvelle Aquitaine-Futuroscope \| + 2m06s \| \| \| 7. \| Kristen Faulkner \| Tibco-Silicon Valley Bank \| + 2m26s \| \| \| 8. \| Leah Thomas \| Movistar Team \| + 2m37s \| \| \| 9. \| Juliette Labous \| Team DSM \| + 2m38s \| \| \| 10. \| Liane Lippert \| Team DSM \| + 2m54s \| \| |                      |                                    |          |
| |                      |                                    |          |
| Fonte: ProCyclingStats |                      |                                    |          |
| Classificação geral |                      |                                    |          |
| Ciclista | Ciclista             | Equipe                             | Tempo    |
| 1. | Marlen Reusser       | Alé BTC Ljubljana                  | 3h27m03s |
| 2. | Pauliena Rooijakkers | Liv Racing                         | + 1m36s  |
| 3. | Annemiek van Vleuten | Movistar Team                      | + 1m39s  |
| 4. | Coryn Rivera         | Team DSM                           | + 1m45s  |
| 5. | Elise Chabbey        | Canyon-SRAM Racing                 | + 1m48s  |
| 6. | Marta Cavalli        | FDJ-Nouvelle Aquitaine-Futuroscope | + 2m06s  |
| 7. | Kristen Faulkner     | Tibco-Silicon Valley Bank          | + 2m26s  |
| 8. | Leah Thomas          | Movistar Team                      | + 2m37s  |
| 9. | Juliette Labous      | Team DSM                           | + 2m38s  |
| 10. | Liane Lippert        | Team DSM                           | + 2m54s  |

### 3.ª etapa
| Manzaneda ski resort - Pereiro de Aguiar | alta montanha | (107,9 km) |

| \| Classificação por etapas \| Classificação por etapas \| Classificação por etapas \| Classificação por etapas \| Classificação por etapas \| \| Ciclista \| Ciclista \| Equipe \| Tempo \| \| \| ------------------------ \| ------------------------ \| ---------------------------------- \| ------------------------ \| ------------------------ \| \| 1. \| Annemiek van Vleuten \| Movistar Team \| 2h41m53s \| \| \| 2. \| Liane Lippert \| Team DSM \| + 2m48s \| \| \| 3. \| Katarzyna Niewiadoma \| Canyon-SRAM Racing \| + 2m48s \| \| \| 4. \| Elisa Longo Borghini \| Trek-Segafredo \| + 2m51s \| \| \| 5. \| Floortje Mackaij \| Team DSM \| + 2m55s \| \| \| 6. \| Blanka Vas \| SD Worx \| + 3m01s \| \| \| 7. \| Elise Chabbey \| Canyon-SRAM Racing \| + 3m01s \| \| \| 8. \| Marta Cavalli \| FDJ-Nouvelle Aquitaine-Futuroscope \| + 3m01s \| \| \| 9. \| Marlen Reusser \| Alé BTC Ljubljana \| + 3m03s \| \| \| 10. \| Elisa Balsamo \| Valcar-Travel & Service \| + 7m13s \| \| |                      |                                    |          |
| |                      |                                    |          |
| Fonte: ProCyclingStats |                      |                                    |          |
| Classificação por etapas |                      |                                    |          |
| Ciclista | Ciclista             | Equipe                             | Tempo    |
| 1. | Annemiek van Vleuten | Movistar Team                      | 2h41m53s |
| 2. | Liane Lippert        | Team DSM                           | + 2m48s  |
| 3. | Katarzyna Niewiadoma | Canyon-SRAM Racing                 | + 2m48s  |
| 4. | Elisa Longo Borghini | Trek-Segafredo                     | + 2m51s  |
| 5. | Floortje Mackaij     | Team DSM                           | + 2m55s  |
| 6. | Blanka Vas           | SD Worx                            | + 3m01s  |
| 7. | Elise Chabbey        | Canyon-SRAM Racing                 | + 3m01s  |
| 8. | Marta Cavalli        | FDJ-Nouvelle Aquitaine-Futuroscope | + 3m01s  |
| 9. | Marlen Reusser       | Alé BTC Ljubljana                  | + 3m03s  |
| 10. | Elisa Balsamo        | Valcar-Travel & Service            | + 7m13s  |

| \| Classificação geral \| Classificação geral \| Classificação geral \| Classificação geral \| Classificação geral \| \| Ciclista \| Ciclista \| Equipe \| Tempo \| \| \| ------------------- \| -------------------- \| ---------------------------------- \| ------------------- \| ------------------- \| \| 1. \| Annemiek van Vleuten \| Movistar Team \| 6h10m25s \| \| \| 2. \| Marlen Reusser \| Alé BTC Ljubljana \| + 1m34s \| \| \| 3. \| Elise Chabbey \| Canyon-SRAM Racing \| + 3m20s \| \| \| 4. \| Marta Cavalli \| FDJ-Nouvelle Aquitaine-Futuroscope \| + 3m38s \| \| \| 5. \| Liane Lippert \| Team DSM \| + 4m07s \| \| \| 6. \| Katarzyna Niewiadoma \| Canyon-SRAM Racing \| + 4m14s \| \| \| 7. \| Elisa Longo Borghini \| Trek-Segafredo \| + 4m35s \| \| \| 8. \| Floortje Mackaij \| Team DSM \| + 4m46s \| \| \| 9. \| Blanka Vas \| SD Worx \| + 5m07s \| \| \| 10. \| Pauliena Rooijakkers \| Liv Racing \| + 7m30s \| \| |                      |                                    |          |
| |                      |                                    |          |
| Fonte: ProCyclingStats |                      |                                    |          |
| Classificação geral |                      |                                    |          |
| Ciclista | Ciclista             | Equipe                             | Tempo    |
| 1. | Annemiek van Vleuten | Movistar Team                      | 6h10m25s |
| 2. | Marlen Reusser       | Alé BTC Ljubljana                  | + 1m34s  |
| 3. | Elise Chabbey        | Canyon-SRAM Racing                 | + 3m20s  |
| 4. | Marta Cavalli        | FDJ-Nouvelle Aquitaine-Futuroscope | + 3m38s  |
| 5. | Liane Lippert        | Team DSM                           | + 4m07s  |
| 6. | Katarzyna Niewiadoma | Canyon-SRAM Racing                 | + 4m14s  |
| 7. | Elisa Longo Borghini | Trek-Segafredo                     | + 4m35s  |
| 8. | Floortje Mackaij     | Team DSM                           | + 4m46s  |
| 9. | Blanka Vas           | SD Worx                            | + 5m07s  |
| 10. | Pauliena Rooijakkers | Liv Racing                         | + 7m30s  |

### 4.ª etapa
| As Pontes de García Rodríguez - Santiago de Compostela | etapa plana | (107,4 km) |

| \| Classificação por etapas \| Classificação por etapas \| Classificação por etapas \| Classificação por etapas \| Classificação por etapas \| \| Ciclista \| Ciclista \| Equipe \| Tempo \| \| \| ------------------------ \| ------------------------ \| ------------------------ \| ------------------------ \| ------------------------ \| \| 1. \| Lotte Kopecky \| Liv Racing \| 2h29m37s \| \| \| 2. \| Elisa Longo Borghini \| Trek-Segafredo \| + 0s \| \| \| 3. \| Anna Henderson \| Jumbo-Visma Women Team \| + 4s \| \| \| 4. \| Blanka Vas \| SD Worx \| + 6s \| \| \| 5. \| Silvia Zanardi \| Bepink \| + 6s \| \| \| 6. \| Elisa Balsamo \| Valcar-Travel & Service \| + 6s \| \| \| 7. \| Katarzyna Niewiadoma \| Canyon-SRAM Racing \| + 6s \| \| \| 8. \| Liane Lippert \| Team DSM \| + 8s \| \| \| 9. \| Floortje Mackaij \| Team DSM \| + 8s \| \| \| 10. \| Riejanne Markus \| Jumbo-Visma Women Team \| + 8s \| \| |                      |                         |          |
| |                      |                         |          |
| Fonte: ProCyclingStats |                      |                         |          |
| Classificação por etapas |                      |                         |          |
| Ciclista | Ciclista             | Equipe                  | Tempo    |
| 1. | Lotte Kopecky        | Liv Racing              | 2h29m37s |
| 2. | Elisa Longo Borghini | Trek-Segafredo          | + 0s     |
| 3. | Anna Henderson       | Jumbo-Visma Women Team  | + 4s     |
| 4. | Blanka Vas           | SD Worx                 | + 6s     |
| 5. | Silvia Zanardi       | Bepink                  | + 6s     |
| 6. | Elisa Balsamo        | Valcar-Travel & Service | + 6s     |
| 7. | Katarzyna Niewiadoma | Canyon-SRAM Racing      | + 6s     |
| 8. | Liane Lippert        | Team DSM                | + 8s     |
| 9. | Floortje Mackaij     | Team DSM                | + 8s     |
| 10. | Riejanne Markus      | Jumbo-Visma Women Team  | + 8s     |

## Classificações finais
As classificações finalizaram da seguinte forma:

### Classificação geral
| \| Classificação geral \| Classificação geral \| Classificação geral \| Classificação geral \| Classificação geral \| \| Ciclista \| Ciclista \| Equipe \| Tempo \| \| \| ------------------- \| -------------------- \| ---------------------------------- \| ------------------- \| ------------------- \| \| 1. \| Annemiek van Vleuten \| Movistar Team \| 8h40m18s \| \| \| 2. \| Marlen Reusser \| Alé BTC Ljubljana \| + 1m34s \| \| \| 3. \| Elise Chabbey \| Canyon-SRAM Racing \| + 3m12s \| \| \| 4. \| Marta Cavalli \| FDJ-Nouvelle Aquitaine-Futuroscope \| + 3m30s \| \| \| 5. \| Liane Lippert \| Team DSM \| + 3m59s \| \| \| 6. \| Katarzyna Niewiadoma \| Canyon-SRAM Racing \| + 4m04s \| \| \| 7. \| Elisa Longo Borghini \| Trek-Segafredo \| + 4m13s \| \| \| 8. \| Floortje Mackaij \| Team DSM \| + 4m38s \| \| \| 9. \| Blanka Vas \| SD Worx \| + 4m57s \| \| \| 10. \| Pauliena Rooijakkers \| Liv Racing \| + 7m58s \| \| |                      |                                    |          |
| |                      |                                    |          |
| Fonte: ProCyclingStats |                      |                                    |          |
| Classificação geral |                      |                                    |          |
| Ciclista | Ciclista             | Equipe                             | Tempo    |
| 1. | Annemiek van Vleuten | Movistar Team                      | 8h40m18s |
| 2. | Marlen Reusser       | Alé BTC Ljubljana                  | + 1m34s  |
| 3. | Elise Chabbey        | Canyon-SRAM Racing                 | + 3m12s  |
| 4. | Marta Cavalli        | FDJ-Nouvelle Aquitaine-Futuroscope | + 3m30s  |
| 5. | Liane Lippert        | Team DSM                           | + 3m59s  |
| 6. | Katarzyna Niewiadoma | Canyon-SRAM Racing                 | + 4m04s  |
| 7. | Elisa Longo Borghini | Trek-Segafredo                     | + 4m13s  |
| 8. | Floortje Mackaij     | Team DSM                           | + 4m38s  |
| 9. | Blanka Vas           | SD Worx                            | + 4m57s  |
| 10. | Pauliena Rooijakkers | Liv Racing                         | + 7m58s  |

### Classificação por pontos
| Classificação por pontos | Classificação por pontos | Classificação por pontos | Classificação por pontos | Classificação por pontos |
| Ciclista                 | Ciclista                 | Equipe                   | Pontos                   |                          |
| ------------------------ | ------------------------ | ------------------------ | ------------------------ | ------------------------ |
| 1.                       | Lotte Kopecky            | Liv Racing               | 38 pts                   |                          |
| 2.                       | Elisa Longo Borghini     | Trek-Segafredo           | 34 pts                   |                          |
| 3.                       | Marlen Reusser           | Alé BTC Ljubljana        | 32 pts                   |                          |
| 4.                       | Anna Henderson           | Jumbo-Visma Women Team   | 31 pts                   |                          |
| 5.                       | Elise Chabbey            | Canyon-SRAM Racing       | 29 pts                   |                          |
| 6.                       | Liane Lippert            | Team DSM                 | 28 pts                   |                          |
| 7.                       | Elisa Balsamo            | Valcar-Travel & Service  | 28 pts                   |                          |
| 8.                       | Annemiek van Vleuten     | Movistar Team            | 25 pts                   |                          |
| 9.                       | Katarzyna Niewiadoma     | Canyon-SRAM Racing       | 25 pts                   |                          |
| 10.                      | Floortje Mackaij         | Team DSM                 | 25 pts                   |                          |

### Classificação por equipas
| Classificação por equipes | Classificação por equipes          | Classificação por equipes | Classificação por equipes |
| Equipe                    | Equipe                             | Tempo                     |                           |
| ------------------------- | ---------------------------------- | ------------------------- | ------------------------- |
| 1.                        | Canyon-SRAM Racing                 | 26h17m33s                 |                           |
| 2.                        | Movistar Team                      | + 1m43s                   |                           |
| 3.                        | Alé BTC Ljubljana                  | + 3m33s                   |                           |
| 4.                        | Trek-Segafredo                     | + 5m57s                   |                           |
| 5.                        | SD Worx                            | + 6m36s                   |                           |
| 6.                        | FDJ-Nouvelle Aquitaine-Futuroscope | + 6m37s                   |                           |
| 7.                        | Liv Racing                         | + 10m38s                  |                           |
| 8.                        | Jumbo-Visma                        | + 11m23s                  |                           |
| 9.                        | Team BikeExchange                  | + 11m54s                  |                           |
| 10.                       | Valcar-Travel & Service            | + 13m23s                  |                           |

## Evolução das classificações
| Etapa |                 | Vencedor _           | Classificação geral  | Prêmio por pontos | Equipes _          |
| ----- | --------------- | -------------------- | -------------------- | ----------------- | ------------------ |
| 1     | etapa escarpada | Marlen Reusser       | Marlen Reusser       | Marlen Reusser    | Alé BTC Ljubljana  |
| 2     | cronoescalada   | Annemiek van Vleuten | Marlen Reusser       | Marlen Reusser    | Alé BTC Ljubljana  |
| 3     | alta montanha   | Annemiek van Vleuten | Annemiek van Vleuten | Marlen Reusser    | Canyon-SRAM Racing |
| 4     | etapa plana     | Lotte Kopecky        | Annemiek van Vleuten | Lotte Kopecky     | Canyon-SRAM Racing |
| Final | Final           |                      | Annemiek van Vleuten | Lotte Kopecky     | Canyon-SRAM Racing |

## Ciclistas participantes e posições finais
| SD Worx SDW | SD Worx SDW                                | SD Worx SDW |
| ----------- | ------------------------------------------ | ----------- |
| Num         | Ciclista                                   | Pos         |
| 1           | Karol-Ann Canuel (CAN)                     | 44.         |
| 2           | Anna Shackley (GBR)                        | 24.         |
| 3           | Anna van der Breggen (NED) (estrada e CRI) | 58.         |
| 4           | Ashleigh Moolman Pasio (RSA)               | 14.         |
| 5           | Niamh Fisher-Black (NZL)                   | NP-3        |
| 6           | Blanka Vas (HUN) (estrada e CRI)           | 9.          |

| Movistar Team MOV | Movistar Team MOV                    | Movistar Team MOV |
| ----------------- | ------------------------------------ | ----------------- |
| Num               | Ciclista                             | Pos               |
| 11                | Sheyla Gutiérrez (ESP)               | 59.               |
| 12                | Lourdes Oyarbide (ESP)               | 46.               |
| 13                | Leah Thomas (USA)                    | 11.               |
| 14                | Annemiek van Vleuten (NED) (estrada) | 1.                |
| 15                | Sara Martín Martín (ESP)             | 31.               |
| 16                | Paula Patiño (COL)                   | 43.               |

| Trek-Segafredo TFS | Trek-Segafredo TFS                         | Trek-Segafredo TFS |
| ------------------ | ------------------------------------------ | ------------------ |
| Num                | Ciclista                                   | Pos                |
| 21                 | Elisa Longo Borghini (ITA) (estrada e CRI) | 7.                 |
| 22                 | Ellen van Dijk (NED)                       | 12.                |
| 23                 | Audrey Cordon-Ragot (FRA) (CRI)            | DNF-4              |
| 24                 | Amalie Dideriksen (DEN) (estrada)          | 103.               |
| 25                 | Shirin van Anrooij (NED)                   | 60.                |
| 26                 | Tayler Wiles (USA)                         | 23.                |

| FDJ-Nouvelle Aquitaine-Futuroscope FDJ | FDJ-Nouvelle Aquitaine-Futuroscope FDJ | FDJ-Nouvelle Aquitaine-Futuroscope FDJ |
| -------------------------------------- | -------------------------------------- | -------------------------------------- |
| Num                                    | Ciclista                               | Pos                                    |
| 31                                     | Marta Cavalli (ITA)                    | 4.                                     |
| 32                                     | Victorie Guilman (FRA)                 | 35.                                    |
| 33                                     | Stine Borgli (NOR)                     | 71.                                    |
| 34                                     | Évita Muzic (FRA) (estrada)            | 19.                                    |
| 36                                     | Marie Le Net (FRA)                     | 41.                                    |

| Liv Racing LIV | Liv Racing LIV                      | Liv Racing LIV |
| -------------- | ----------------------------------- | -------------- |
| Num            | Ciclista                            | Pos            |
| 41             | Sofia Bertizzolo (ITA)              | 32.            |
| 42             | Alison Jackson (CAN)                | 57.            |
| 43             | Lotte Kopecky (BEL) (estrada e CRI) | 18.            |
| 44             | Jeanne Korevaar (NED)               | 42.            |
| 45             | Valerie Demey (BEL)                 | 82.            |
| 46             | Pauliena Rooijakkers (NED)          | 10.            |

| Alé BTC Ljubljana ALE | Alé BTC Ljubljana ALE                | Alé BTC Ljubljana ALE |
| --------------------- | ------------------------------------ | --------------------- |
| Num                   | Ciclista                             | Pos                   |
| 52                    | Tatiana Guderzo (ITA)                | 38.                   |
| 53                    | Mavi García (ESP) (estrada e CRI)    | 21.                   |
| 54                    | Urša Pintar (SLO)                    | DNF-4                 |
| 55                    | Eugenia Bujak (SLO) (estrada e CRI)  | 36.                   |
| 56                    | Marlen Reusser (SUI) (estrada e CRI) | 2.                    |

| Canyon-SRAM Racing CSR | Canyon-SRAM Racing CSR     | Canyon-SRAM Racing CSR |
| ---------------------- | -------------------------- | ---------------------- |
| Num                    | Ciclista                   | Pos                    |
| 61                     | Alena Amialiusik (BLR)     | 20.                    |
| 62                     | Tiffany Cromwell (AUS)     | 76.                    |
| 63                     | Mikayla Harvey (NZL)       | 33.                    |
| 64                     | Katarzyna Niewiadoma (POL) | 6.                     |
| 65                     | Elise Chabbey (SUI)        | 3.                     |
| 66                     | Hannah Ludwig (GER)        | 26.                    |

| Jumbo-Visma Women Team TJV | Jumbo-Visma Women Team TJV | Jumbo-Visma Women Team TJV |
| -------------------------- | -------------------------- | -------------------------- |
| Num                        | Ciclista                   | Pos                        |
| 71                         | Riejanne Markus (NED)      | 15.                        |
| 72                         | Aafke Soet (NED)           | 77.                        |
| 73                         | Jip van den Bos (NED)      | 107.                       |
| 74                         | Nancy van der Burg (NED)   | DNF-1                      |
| 75                         | Anna Henderson (GBR)       | 25.                        |
| 76                         | Amber Kraak (NED)          | 22.                        |

| Team BikeExchange BEX | Team BikeExchange BEX | Team BikeExchange BEX |
| --------------------- | --------------------- | --------------------- |
| Num                   | Ciclista              | Pos                   |
| 81                    | Janneke Ensing (NED)  | 29.                   |
| 82                    | Ane Santesteban (ESP) | 13.                   |
| 83                    | Amanda Spratt (AUS)   | 49.                   |
| 84                    | Urška Žigart (SLO)    | 45.                   |
| 85                    | Lucy Kennedy (AUS)    | 34.                   |

| Team DSM DSM | Team DSM DSM           | Team DSM DSM |
| ------------ | ---------------------- | ------------ |
| Num          | Ciclista               | Pos          |
| 91           | Leah Kirchmann (CAN)   | 73.          |
| 92           | Liane Lippert (GER)    | 5.           |
| 93           | Floortje Mackaij (NED) | 8.           |
| 94           | Coryn Rivera (USA)     | DNF-3        |
| 95           | Juliette Labous (FRA)  | DNF-3        |
| 96           | Megan Jastrab (USA)    | DNF-1        |

| Ceratizit-WNT Pro Cycling WNT | Ceratizit-WNT Pro Cycling WNT        | Ceratizit-WNT Pro Cycling WNT |
| ----------------------------- | ------------------------------------ | ----------------------------- |
| Num                           | Ciclista                             | Pos                           |
| 101                           | Lisa Brennauer (GER) (estrada e CRI) | 53.                           |
| 103                           | Kathrin Hammes (GER)                 | 69.                           |
| 104                           | Erica Magnaldi (ITA)                 | 16.                           |
| 106                           | Laura Asencio (FRA)                  | DNF-4                         |

| Valcar-Travel & Service VAL | Valcar-Travel & Service VAL | Valcar-Travel & Service VAL |
| --------------------------- | --------------------------- | --------------------------- |
| Num                         | Ciclista                    | Pos                         |
| 111                         | Elisa Balsamo (ITA)         | 28.                         |
| 112                         | Barbara Malcotti (ITA)      | 61.                         |
| 113                         | Federica Piergiovanni (ITA) | 66.                         |
| 114                         | Elena Pirrone (ITA)         | 27.                         |
| 115                         | Ilaria Sanguineti (ITA)     | 51.                         |
| 116                         | Vittoria Guazzini (ITA)     | 37.                         |

| Tibco-Silicon Valley Bank TIB | Tibco-Silicon Valley Bank TIB | Tibco-Silicon Valley Bank TIB |
| ----------------------------- | ----------------------------- | ----------------------------- |
| Num                           | Ciclista                      | Pos                           |
| 121                           | Nina Kessler (NED)            | 84.                           |
| 122                           | Diana Peñuela (COL)           | 88.                           |
| 123                           | Tanja Erath (GER)             | DNF-4                         |
| 124                           | Eri Yonamine (JPN)            | DNF-4                         |
| 125                           | Kristen Faulkner (USA)        | DNF-3                         |
| 126                           | Abi Smith (GBR)               | 17.                           |

| Massi Tactic MAT | Massi Tactic MAT             | Massi Tactic MAT |
| ---------------- | ---------------------------- | ---------------- |
| Num              | Ciclista                     | Pos              |
| 131              | Vita Heine (NOR) (estrada)   | 70.              |
| 132              | Špela Kern (SLO)             | 39.              |
| 133              | Mireia Benito (ESP)          | 56.              |
| 134              | Martina Moreno Monteys (ESP) | 40.              |
| 135              | Olivia Baril (CAN)           | NP-3             |
| 136              | Maaike Coljé (NED)           | 48.              |

| Eneicat-RBH EIC | Eneicat-RBH EIC       | Eneicat-RBH EIC |
| --------------- | --------------------- | --------------- |
| Num             | Ciclista              | Pos             |
| 141             | Silvia Zúñiga (ESP)   | 104.            |
| 142             | Ziortza Isasi (ESP)   | 75.             |
| 143             | Lija Laizāne (LAT)    | 67.             |
| 145             | Julia Biryukova (UKR) | 65.             |
| 146             | Katia Martinez (MEX)  | DNF-4           |

| Bepink BPK | Bepink BPK              | Bepink BPK |
| ---------- | ----------------------- | ---------- |
| Num        | Ciclista                | Pos        |
| 151        | Michaela Drummond (NZL) | 30.        |
| 152        | Silvia Valsecchi (ITA)  | 111.       |
| 153        | Silvia Zanardi (ITA)    | 63.        |
| 154        | Lara Crestanello (ITA)  | 87.        |
| 155        | Matilde Vitillo (ITA)   | 64.        |
| 156        | Prisca Savi (ITA)       | 108.       |

| Instafund Racing ILP | Instafund Racing ILP   | Instafund Racing ILP |
| -------------------- | ---------------------- | -------------------- |
| Num                  | Ciclista               | Pos                  |
| 161                  | Isabella Bertold (CAN) | 86.                  |
| 162                  | Caroline Baur (SUI)    | 85.                  |
| 163                  | Holly Henry (CAN)      | 54.                  |
| 164                  | Dorka Jordan (HUN)     | 100.                 |
| 165                  | Rachel Langdon (GBR)   | DNF-1                |

| World Cycling Centre WCC | World Cycling Centre WCC         | World Cycling Centre WCC |
| ------------------------ | -------------------------------- | ------------------------ |
| Num                      | Ciclista                         | Pos                      |
| 171                      | Antri Christoforou (CYP)         | 106.                     |
| 172                      | Małgorzata Jasińska (POL)        | 78.                      |
| 173                      | Tereza Neumanová (CZE) (estrada) | 83.                      |
| 174                      | Luciana Roland (ARG)             | 101.                     |
| 175                      | Alessia Vigilia (ITA)            | DNF-4                    |
| 176                      | Nofar Maoz (ISR)                 | DNF-4                    |

| Coop-Hitec Products HPU | Coop-Hitec Products HPU | Coop-Hitec Products HPU |
| ----------------------- | ----------------------- | ----------------------- |
| Num                     | Ciclista                | Pos                     |
| 181                     | Ingvild Gåskjenn (NOR)  | 52.                     |
| 182                     | Mieke Kröger (GER)      | 95.                     |
| 183                     | Christa Riffel (GER)    | HD-3                    |
| 184                     | Amalie Lutro (NOR)      | 89.                     |
| 185                     | Josie Nelson (GBR)      | 109.                    |
| 186                     | Ane Iversen (NOR)       | 90.                     |

| Bizkaia-Durango BDP | Bizkaia-Durango BDP          | Bizkaia-Durango BDP |
| ------------------- | ---------------------------- | ------------------- |
| Num                 | Ciclista                     | Pos                 |
| 191                 | Lucía González Blanco (ESP)  | 72.                 |
| 192                 | Sandra Alonso (ESP)          | 74.                 |
| 193                 | Mercedes Carmona Ramos (ESP) | 79.                 |
| 194                 | Ariana Gilabert (ESP)        | 105.                |
| 195                 | Amaia Lartitegi (ESP)        | 99.                 |
| 196                 | Nadine Gill (GER)            | 55.                 |

| Farto-BTC FAR | Farto-BTC FAR                 | Farto-BTC FAR |
| ------------- | ----------------------------- | ------------- |
| Num           | Ciclista                      | Pos           |
| 201           | Anna Pujol (ESP)              | DNF-4         |
| 202           | Enara López Gallastegi (ESP)  | 92.           |
| 203           | Carla Fernandez Torres (ESP)  | DNF-3         |
| 204           | Liliana Jesus (POR)           | DNF-4         |
| 205           | Maria Del Pilar Jimenez (ESP) | DNF-3         |
| 206           | Melissa Maia (POR)            | 81.           |

| Sopela Women's Team SWT | Sopela Women's Team SWT        | Sopela Women's Team SWT |
| ----------------------- | ------------------------------ | ----------------------- |
| Num                     | Ciclista                       | Pos                     |
| 211                     | Sofia Rodríguez (ESP)          | 96.                     |
| 212                     | Naia Amondarain (ESP)          | 93.                     |
| 213                     | Natalia Saiz (ESP)             | 110.                    |
| 214                     | Claire Steels (GBR)            | 62.                     |
| 215                     | Ines Cantera (ESP)             | 47.                     |
| 216                     | Maria Banlles Santamaria (ESP) | DNF-4                   |

| Río Miera-Cantabria Deporte RMC | Río Miera-Cantabria Deporte RMC | Río Miera-Cantabria Deporte RMC |
| ------------------------------- | ------------------------------- | ------------------------------- |
| Num                             | Ciclista                        | Pos                             |
| 221                             | Isabel Martin (ESP)             | 102.                            |
| 222                             | Carolina Esteban (ESP)          | 98.                             |
| 223                             | Aida Nuño Palacio (ESP)         | 80.                             |
| 224                             | Susana Perez Conejero (ESP)     | 91.                             |
| 225                             | Eva Anguela Yágüez (ESP)        | DNF                             |
| 226                             | Irene Mendez (ESP)              | 68.                             |

| Laboral Kutxa-Fundación Euskadi LKF | Laboral Kutxa-Fundación Euskadi LKF | Laboral Kutxa-Fundación Euskadi LKF |
| ----------------------------------- | ----------------------------------- | ----------------------------------- |
| Num                                 | Ciclista                            | Pos                                 |
| 231                                 | Eukene Larrarte (ESP)               | 97.                                 |
| 232                                 | Idoia Eraso (ESP)                   | 50.                                 |
| 233                                 | Ainhize Barrainkua (ESP)            | DNF-4                               |
| 234                                 | Irantzu Beloki (ESP)                | 94.                                 |
| 235                                 | Tania Calvo (ESP)                   | DNF-1                               |
| 236                                 | Garazi Estevez (ESP)                | DNF-4                               |

| SD Worx SDW | SD Worx SDW                                | SD Worx SDW |
| ----------- | ------------------------------------------ | ----------- |
| Num         | Ciclista                                   | Pos         |
| 1           | Karol-Ann Canuel (CAN)                     | 44.         |
| 2           | Anna Shackley (GBR)                        | 24.         |
| 3           | Anna van der Breggen (NED) (estrada e CRI) | 58.         |
| 4           | Ashleigh Moolman Pasio (RSA)               | 14.         |
| 5           | Niamh Fisher-Black (NZL)                   | NP-3        |
| 6           | Blanka Vas (HUN) (estrada e CRI)           | 9.          |

| Movistar Team MOV | Movistar Team MOV                    | Movistar Team MOV |
| ----------------- | ------------------------------------ | ----------------- |
| Num               | Ciclista                             | Pos               |
| 11                | Sheyla Gutiérrez (ESP)               | 59.               |
| 12                | Lourdes Oyarbide (ESP)               | 46.               |
| 13                | Leah Thomas (USA)                    | 11.               |
| 14                | Annemiek van Vleuten (NED) (estrada) | 1.                |
| 15                | Sara Martín Martín (ESP)             | 31.               |
| 16                | Paula Patiño (COL)                   | 43.               |

| Trek-Segafredo TFS | Trek-Segafredo TFS                         | Trek-Segafredo TFS |
| ------------------ | ------------------------------------------ | ------------------ |
| Num                | Ciclista                                   | Pos                |
| 21                 | Elisa Longo Borghini (ITA) (estrada e CRI) | 7.                 |
| 22                 | Ellen van Dijk (NED)                       | 12.                |
| 23                 | Audrey Cordon-Ragot (FRA) (CRI)            | DNF-4              |
| 24                 | Amalie Dideriksen (DEN) (estrada)          | 103.               |
| 25                 | Shirin van Anrooij (NED)                   | 60.                |
| 26                 | Tayler Wiles (USA)                         | 23.                |

| FDJ-Nouvelle Aquitaine-Futuroscope FDJ | FDJ-Nouvelle Aquitaine-Futuroscope FDJ | FDJ-Nouvelle Aquitaine-Futuroscope FDJ |
| -------------------------------------- | -------------------------------------- | -------------------------------------- |
| Num                                    | Ciclista                               | Pos                                    |
| 31                                     | Marta Cavalli (ITA)                    | 4.                                     |
| 32                                     | Victorie Guilman (FRA)                 | 35.                                    |
| 33                                     | Stine Borgli (NOR)                     | 71.                                    |
| 34                                     | Évita Muzic (FRA) (estrada)            | 19.                                    |
| 36                                     | Marie Le Net (FRA)                     | 41.                                    |

| Liv Racing LIV | Liv Racing LIV                      | Liv Racing LIV |
| -------------- | ----------------------------------- | -------------- |
| Num            | Ciclista                            | Pos            |
| 41             | Sofia Bertizzolo (ITA)              | 32.            |
| 42             | Alison Jackson (CAN)                | 57.            |
| 43             | Lotte Kopecky (BEL) (estrada e CRI) | 18.            |
| 44             | Jeanne Korevaar (NED)               | 42.            |
| 45             | Valerie Demey (BEL)                 | 82.            |
| 46             | Pauliena Rooijakkers (NED)          | 10.            |

| Alé BTC Ljubljana ALE | Alé BTC Ljubljana ALE                | Alé BTC Ljubljana ALE |
| --------------------- | ------------------------------------ | --------------------- |
| Num                   | Ciclista                             | Pos                   |
| 52                    | Tatiana Guderzo (ITA)                | 38.                   |
| 53                    | Mavi García (ESP) (estrada e CRI)    | 21.                   |
| 54                    | Urša Pintar (SLO)                    | DNF-4                 |
| 55                    | Eugenia Bujak (SLO) (estrada e CRI)  | 36.                   |
| 56                    | Marlen Reusser (SUI) (estrada e CRI) | 2.                    |

| Canyon-SRAM Racing CSR | Canyon-SRAM Racing CSR     | Canyon-SRAM Racing CSR |
| ---------------------- | -------------------------- | ---------------------- |
| Num                    | Ciclista                   | Pos                    |
| 61                     | Alena Amialiusik (BLR)     | 20.                    |
| 62                     | Tiffany Cromwell (AUS)     | 76.                    |
| 63                     | Mikayla Harvey (NZL)       | 33.                    |
| 64                     | Katarzyna Niewiadoma (POL) | 6.                     |
| 65                     | Elise Chabbey (SUI)        | 3.                     |
| 66                     | Hannah Ludwig (GER)        | 26.                    |

| Jumbo-Visma Women Team TJV | Jumbo-Visma Women Team TJV | Jumbo-Visma Women Team TJV |
| -------------------------- | -------------------------- | -------------------------- |
| Num                        | Ciclista                   | Pos                        |
| 71                         | Riejanne Markus (NED)      | 15.                        |
| 72                         | Aafke Soet (NED)           | 77.                        |
| 73                         | Jip van den Bos (NED)      | 107.                       |
| 74                         | Nancy van der Burg (NED)   | DNF-1                      |
| 75                         | Anna Henderson (GBR)       | 25.                        |
| 76                         | Amber Kraak (NED)          | 22.                        |

| Team BikeExchange BEX | Team BikeExchange BEX | Team BikeExchange BEX |
| --------------------- | --------------------- | --------------------- |
| Num                   | Ciclista              | Pos                   |
| 81                    | Janneke Ensing (NED)  | 29.                   |
| 82                    | Ane Santesteban (ESP) | 13.                   |
| 83                    | Amanda Spratt (AUS)   | 49.                   |
| 84                    | Urška Žigart (SLO)    | 45.                   |
| 85                    | Lucy Kennedy (AUS)    | 34.                   |

| Team DSM DSM | Team DSM DSM           | Team DSM DSM |
| ------------ | ---------------------- | ------------ |
| Num          | Ciclista               | Pos          |
| 91           | Leah Kirchmann (CAN)   | 73.          |
| 92           | Liane Lippert (GER)    | 5.           |
| 93           | Floortje Mackaij (NED) | 8.           |
| 94           | Coryn Rivera (USA)     | DNF-3        |
| 95           | Juliette Labous (FRA)  | DNF-3        |
| 96           | Megan Jastrab (USA)    | DNF-1        |

| Ceratizit-WNT Pro Cycling WNT | Ceratizit-WNT Pro Cycling WNT        | Ceratizit-WNT Pro Cycling WNT |
| ----------------------------- | ------------------------------------ | ----------------------------- |
| Num                           | Ciclista                             | Pos                           |
| 101                           | Lisa Brennauer (GER) (estrada e CRI) | 53.                           |
| 103                           | Kathrin Hammes (GER)                 | 69.                           |
| 104                           | Erica Magnaldi (ITA)                 | 16.                           |
| 106                           | Laura Asencio (FRA)                  | DNF-4                         |

| Valcar-Travel & Service VAL | Valcar-Travel & Service VAL | Valcar-Travel & Service VAL |
| --------------------------- | --------------------------- | --------------------------- |
| Num                         | Ciclista                    | Pos                         |
| 111                         | Elisa Balsamo (ITA)         | 28.                         |
| 112                         | Barbara Malcotti (ITA)      | 61.                         |
| 113                         | Federica Piergiovanni (ITA) | 66.                         |
| 114                         | Elena Pirrone (ITA)         | 27.                         |
| 115                         | Ilaria Sanguineti (ITA)     | 51.                         |
| 116                         | Vittoria Guazzini (ITA)     | 37.                         |

| Tibco-Silicon Valley Bank TIB | Tibco-Silicon Valley Bank TIB | Tibco-Silicon Valley Bank TIB |
| ----------------------------- | ----------------------------- | ----------------------------- |
| Num                           | Ciclista                      | Pos                           |
| 121                           | Nina Kessler (NED)            | 84.                           |
| 122                           | Diana Peñuela (COL)           | 88.                           |
| 123                           | Tanja Erath (GER)             | DNF-4                         |
| 124                           | Eri Yonamine (JPN)            | DNF-4                         |
| 125                           | Kristen Faulkner (USA)        | DNF-3                         |
| 126                           | Abi Smith (GBR)               | 17.                           |

| Massi Tactic MAT | Massi Tactic MAT             | Massi Tactic MAT |
| ---------------- | ---------------------------- | ---------------- |
| Num              | Ciclista                     | Pos              |
| 131              | Vita Heine (NOR) (estrada)   | 70.              |
| 132              | Špela Kern (SLO)             | 39.              |
| 133              | Mireia Benito (ESP)          | 56.              |
| 134              | Martina Moreno Monteys (ESP) | 40.              |
| 135              | Olivia Baril (CAN)           | NP-3             |
| 136              | Maaike Coljé (NED)           | 48.              |

| Eneicat-RBH EIC | Eneicat-RBH EIC       | Eneicat-RBH EIC |
| --------------- | --------------------- | --------------- |
| Num             | Ciclista              | Pos             |
| 141             | Silvia Zúñiga (ESP)   | 104.            |
| 142             | Ziortza Isasi (ESP)   | 75.             |
| 143             | Lija Laizāne (LAT)    | 67.             |
| 145             | Julia Biryukova (UKR) | 65.             |
| 146             | Katia Martinez (MEX)  | DNF-4           |

| Bepink BPK | Bepink BPK              | Bepink BPK |
| ---------- | ----------------------- | ---------- |
| Num        | Ciclista                | Pos        |
| 151        | Michaela Drummond (NZL) | 30.        |
| 152        | Silvia Valsecchi (ITA)  | 111.       |
| 153        | Silvia Zanardi (ITA)    | 63.        |
| 154        | Lara Crestanello (ITA)  | 87.        |
| 155        | Matilde Vitillo (ITA)   | 64.        |
| 156        | Prisca Savi (ITA)       | 108.       |

| Instafund Racing ILP | Instafund Racing ILP   | Instafund Racing ILP |
| -------------------- | ---------------------- | -------------------- |
| Num                  | Ciclista               | Pos                  |
| 161                  | Isabella Bertold (CAN) | 86.                  |
| 162                  | Caroline Baur (SUI)    | 85.                  |
| 163                  | Holly Henry (CAN)      | 54.                  |
| 164                  | Dorka Jordan (HUN)     | 100.                 |
| 165                  | Rachel Langdon (GBR)   | DNF-1                |

| World Cycling Centre WCC | World Cycling Centre WCC         | World Cycling Centre WCC |
| ------------------------ | -------------------------------- | ------------------------ |
| Num                      | Ciclista                         | Pos                      |
| 171                      | Antri Christoforou (CYP)         | 106.                     |
| 172                      | Małgorzata Jasińska (POL)        | 78.                      |
| 173                      | Tereza Neumanová (CZE) (estrada) | 83.                      |
| 174                      | Luciana Roland (ARG)             | 101.                     |
| 175                      | Alessia Vigilia (ITA)            | DNF-4                    |
| 176                      | Nofar Maoz (ISR)                 | DNF-4                    |

| Coop-Hitec Products HPU | Coop-Hitec Products HPU | Coop-Hitec Products HPU |
| ----------------------- | ----------------------- | ----------------------- |
| Num                     | Ciclista                | Pos                     |
| 181                     | Ingvild Gåskjenn (NOR)  | 52.                     |
| 182                     | Mieke Kröger (GER)      | 95.                     |
| 183                     | Christa Riffel (GER)    | HD-3                    |
| 184                     | Amalie Lutro (NOR)      | 89.                     |
| 185                     | Josie Nelson (GBR)      | 109.                    |
| 186                     | Ane Iversen (NOR)       | 90.                     |

| Bizkaia-Durango BDP | Bizkaia-Durango BDP          | Bizkaia-Durango BDP |
| ------------------- | ---------------------------- | ------------------- |
| Num                 | Ciclista                     | Pos                 |
| 191                 | Lucía González Blanco (ESP)  | 72.                 |
| 192                 | Sandra Alonso (ESP)          | 74.                 |
| 193                 | Mercedes Carmona Ramos (ESP) | 79.                 |
| 194                 | Ariana Gilabert (ESP)        | 105.                |
| 195                 | Amaia Lartitegi (ESP)        | 99.                 |
| 196                 | Nadine Gill (GER)            | 55.                 |

| Farto-BTC FAR | Farto-BTC FAR                 | Farto-BTC FAR |
| ------------- | ----------------------------- | ------------- |
| Num           | Ciclista                      | Pos           |
| 201           | Anna Pujol (ESP)              | DNF-4         |
| 202           | Enara López Gallastegi (ESP)  | 92.           |
| 203           | Carla Fernandez Torres (ESP)  | DNF-3         |
| 204           | Liliana Jesus (POR)           | DNF-4         |
| 205           | Maria Del Pilar Jimenez (ESP) | DNF-3         |
| 206           | Melissa Maia (POR)            | 81.           |

| Sopela Women's Team SWT | Sopela Women's Team SWT        | Sopela Women's Team SWT |
| ----------------------- | ------------------------------ | ----------------------- |
| Num                     | Ciclista                       | Pos                     |
| 211                     | Sofia Rodríguez (ESP)          | 96.                     |
| 212                     | Naia Amondarain (ESP)          | 93.                     |
| 213                     | Natalia Saiz (ESP)             | 110.                    |
| 214                     | Claire Steels (GBR)            | 62.                     |
| 215                     | Ines Cantera (ESP)             | 47.                     |
| 216                     | Maria Banlles Santamaria (ESP) | DNF-4                   |

| Río Miera-Cantabria Deporte RMC | Río Miera-Cantabria Deporte RMC | Río Miera-Cantabria Deporte RMC |
| ------------------------------- | ------------------------------- | ------------------------------- |
| Num                             | Ciclista                        | Pos                             |
| 221                             | Isabel Martin (ESP)             | 102.                            |
| 222                             | Carolina Esteban (ESP)          | 98.                             |
| 223                             | Aida Nuño Palacio (ESP)         | 80.                             |
| 224                             | Susana Perez Conejero (ESP)     | 91.                             |
| 225                             | Eva Anguela Yágüez (ESP)        | DNF                             |
| 226                             | Irene Mendez (ESP)              | 68.                             |

| Laboral Kutxa-Fundación Euskadi LKF | Laboral Kutxa-Fundación Euskadi LKF | Laboral Kutxa-Fundación Euskadi LKF |
| ----------------------------------- | ----------------------------------- | ----------------------------------- |
| Num                                 | Ciclista                            | Pos                                 |
| 231                                 | Eukene Larrarte (ESP)               | 97.                                 |
| 232                                 | Idoia Eraso (ESP)                   | 50.                                 |
| 233                                 | Ainhize Barrainkua (ESP)            | DNF-4                               |
| 234                                 | Irantzu Beloki (ESP)                | 94.                                 |
| 235                                 | Tania Calvo (ESP)                   | DNF-1                               |
| 236                                 | Garazi Estevez (ESP)                | DNF-4                               |

Convenções:
- AB-N: Abandono na etapa "N"
- FLT-N: Retiro por chegada fora do limite de tempo na etapa "N"
- NTS-N: Não tomou a saída para a etapa "N"
- DES-N: Desclassificado ou expulsado na etapa "N"

## UCI WorldTour Feminino
O Madrid Challenge by La Vueta' outorgou pontos para o UCI World Ranking Feminino e o UCI WorldTour Feminino para corredoras das equipas nas categorias UCI WorldTeam Feminino e Continental Feminino. As seguintes tabelas mostram o barómetro de pontuação e as 10 corredoras que obtiveram mais pontos:
| Posição             | 1.ª | 2.ª | 3.ª | 4.ª | 5.ª | 6.ª | 7.ª | 8.ª | 9.ª | 10.ª | 11.ª | 12.ª | 13.ª | 14.ª | 15.ª | 16.ª-20.ª | 21.ª-30.ª | 31.ª-40.ª |
| Classificação geral | 400 | 320 | 260 | 220 | 180 | 140 | 120 | 100 | 80  | 68   | 56   | 48   | 40   | 32   | 28   | 24        | 16        | 8         |
| Por etapa           | 50  | 40  | 30  | 25  | 20  | 18  | 15  | 10  | 8   | 6    |      |      |      |      |      |           |           |           |
| Líder               | 8   |     |     |     |     |     |     |     |     |      |      |      |      |      |      |           |           |           |
| Melhor jovem        | 6   | 4   | 2   |     |     |     |     |     |     |      |      |      |      |      |      |           |           |           |

| Classificação |          |        |       |       |       |       |       |
| Posição       | Ciclista | Equipa | Geral | Etapa | Líder | Jovem | Total |
| ------------- | -------- | ------ | ----- | ----- | ----- | ----- | ----- |
| 1.ª           |          |        | 400   |       |       |       |       |
| 2.ª           |          |        | 320   |       |       |       |       |
| 3.ª           |          |        | 260   |       |       |       |       |
| 4.ª           |          |        | 220   |       |       |       |       |
| 5.ª           |          |        | 180   |       |       |       |       |
| 6.ª           |          |        | 140   |       |       |       |       |
| 7.ª           |          |        | 120   |       |       |       |       |
| 8.ª           |          |        | 100   |       |       |       |       |
| 9.ª           |          |        | 80    |       |       |       |       |
| 10.ª          |          |        | 68    |       |       |       |       |